# Bamwe
Bamwe ist eine Bantusprache, die von circa 20.000 Menschen (Zensus 1983) in der Demokratischen Republik Kongo gesprochen wird. 
Sie ist in den Provinzen Équateur und Süd-Ubangi verbreitet.
Die  meisten Sprecher der Sprache sprechen als Zweitsprache Lingala, 20–30 % davon können Lingala auch schreiben.

## Klassifikation
Bamwe bildet mit den Sprachen Bangi, Boko, Bolia, Bolondo, Bomboli, Bomboma, Bozaba, Dzando, Lobala, Mabaale, Moi, Ntomba, Sakata, Sengele und Yamongeri die Bangi-Ntomba-Gruppe und gehört zur Guthrie-Zone C40.
Bamwe ist mit den Sprachen Dzando und Ndolo verwandt.